# كين توبياس
كين توبياس هو كاتب أغاني ومغني كندي، ولد في 25 يوليو 1945 في سانت جون في كندا.

## وصلات خارجية
- كين توبياس على موقع IMDb (الإنجليزية)
- كين توبياس على موقع ميوزك برينز (الإنجليزية)
- كين توبياس على موقع أول ميوزيك (الإنجليزية)
- كين توبياس على موقع ديسكوغز (الإنجليزية)